# Colp
Colp és una població dels Estats Units a l'estat d'Illinois. Segons el cens del 2000 tenia 224 habitants.

## Demografia
Segons el cens del 2000, Colp tenia 224 habitants, 103 habitatges, i 60 famílies. La densitat de població era de 617,8 habitants/km².
Dels 103 habitatges en un 23,3% hi vivien nens de menys de 18 anys, en un 40,8% hi vivien parelles casades, en un 15,5% dones solteres, i en un 40,8% no eren unitats familiars. En el 33% dels habitatges hi vivien persones soles el 12,6% de les quals corresponia a persones de 65 anys o més que vivien soles. El nombre mitjà de persones vivint en cada habitatge era de 2,17 i el nombre mitjà de persones que vivien en cada família era de 2,75.
Per edats la població es repartia de la següent manera: un 22,8% tenia menys de 18 anys, un 10,3% entre 18 i 24, un 26,8% entre 25 i 44, un 21,9% de 45 a 60 i un 18,3% 65 anys o més.
L'edat mediana era de 38 anys. Per cada 100 dones de 18 o més anys hi havia 86 homes.
La renda mediana per habitatge era de 14.722 $ i la renda mediana per família de 14.286 $. Els homes tenien una renda mediana de 26.250 $ mentre que les dones 11.875 $. La renda per capita de la població era de 13.769 $. Aproximadament el 44,8% de les famílies i el 37,6% de la població estaven per davall del llindar de pobresa.

## Poblacions properes
El següent diagrama mostra les poblacions més properes.